# Hugh Durant
Hugh Durant (n. 23 februarie 1877, Greater London, Anglia, Regatul Unit al Marii Britanii și Irlandei – d. 20 ianuarie 1916, Vermelles, Nord-Pas-de-Calais, Franța) a fost un trăgător de tir ce a reprezentat Regatul Unit al Marii Britanii și Irlandei, medaliat olimpic. A participat la o ediție a Jocurilor Olimpice (1912) în care a câștigat două medalii de bronz.